# Šerefe
Šerefe ili šerefet je „balkon“ koji se nalazi na gornjem delu minareta, odakle mujezin poziva na molitvu. Jedan je od tri osnovna dela konstrukcije minareta. Prekriven je dekorativnim ciglama, mozaicima i ornamentima.